# Upeneus oligospilus
Upeneus oligospilus is een straalvinnige vissensoort uit de familie van de zeebarbelen (Mullidae). De wetenschappelijke naam van de soort is voor het eerst geldig gepubliceerd in 1954 door Lachner.